# Porțile Iadului
Porțile Iadului este o lucrare sculpturală monumentală din bronz a artistului francez Auguste Rodin, care înfățișează o scenă din Infern, prima secțiune a Divinei Comedii a lui Dante Alighieri. Are 6 metri înălțime, 4 metri lățime și 1 metru adâncime și conține 180 de figuri. Figurile variază în dimensiune de la 15 centimetri înălțime până la mai mult de un metru. Mai multe dintre figuri au fost, de asemenea, turnate ca statui de sine stătătoare.

## Istorie
Sculptura a fost comandată de Direcția de Arte Frumoase în 1880 și urma să fie livrată în 1885. 
Rodin va continua să lucreze la acest proiect timp de 37 de ani, până la moartea sa în 1917. 
Direcția a cerut o intrare a unui muzeu de arte decorative planificat, tema fiind lăsată la alegerea lui Rodin. Chiar înainte de această comandă, Rodin elaborase schițe ale unora dintre personajele lui Dante, bazate pe admirația lui pentru Infernul acestuia. 
Muzeul de Arte Decorative nu a fost niciodată construit. Aproape de sfârșitul vieții sale, Rodin a donat guvernului francez sculpturi, desene și drepturi de reproducere. Începând din 1919, la doi ani după moartea sa, Musée Rodin a găzduid un model al Porților Iadului și lucrări conexe. 

## Inspirație
Rodin a conceput ca oamenii să meargă spre lucrare, poate urcând scări, și să fie copleșiți de porțile masive pe care le văd în față, contemplând experiența iadului pe care o descrie Dante în Infernul său. Rodin s-a gândit în special la avertismentul lui Dante cu privire la intrarea în Infern, „Abandonează orice speranță, cine intră aici”. 
O lucrare din domeniul Porților Iadului nu a fost încercată înainte, dar inspirație a venit din Porțile Paradisului a lui Lorenzo Ghiberti de la Baptisteriul Sf. Ioan, Florența, ușile de bronz din secolul al XV-lea înfățișând figuri din Vechiul Testament. Rodin s-a inspirat și din fresca lui Michelangelo Judecata de Apoi, pictura lui Delacroix Dante și Vergiliu în Infern, colecția La Comédie humaine a lui Balzac și poeziile lui Baudelaire Les Fleurs du mal.  

## Sculpturi

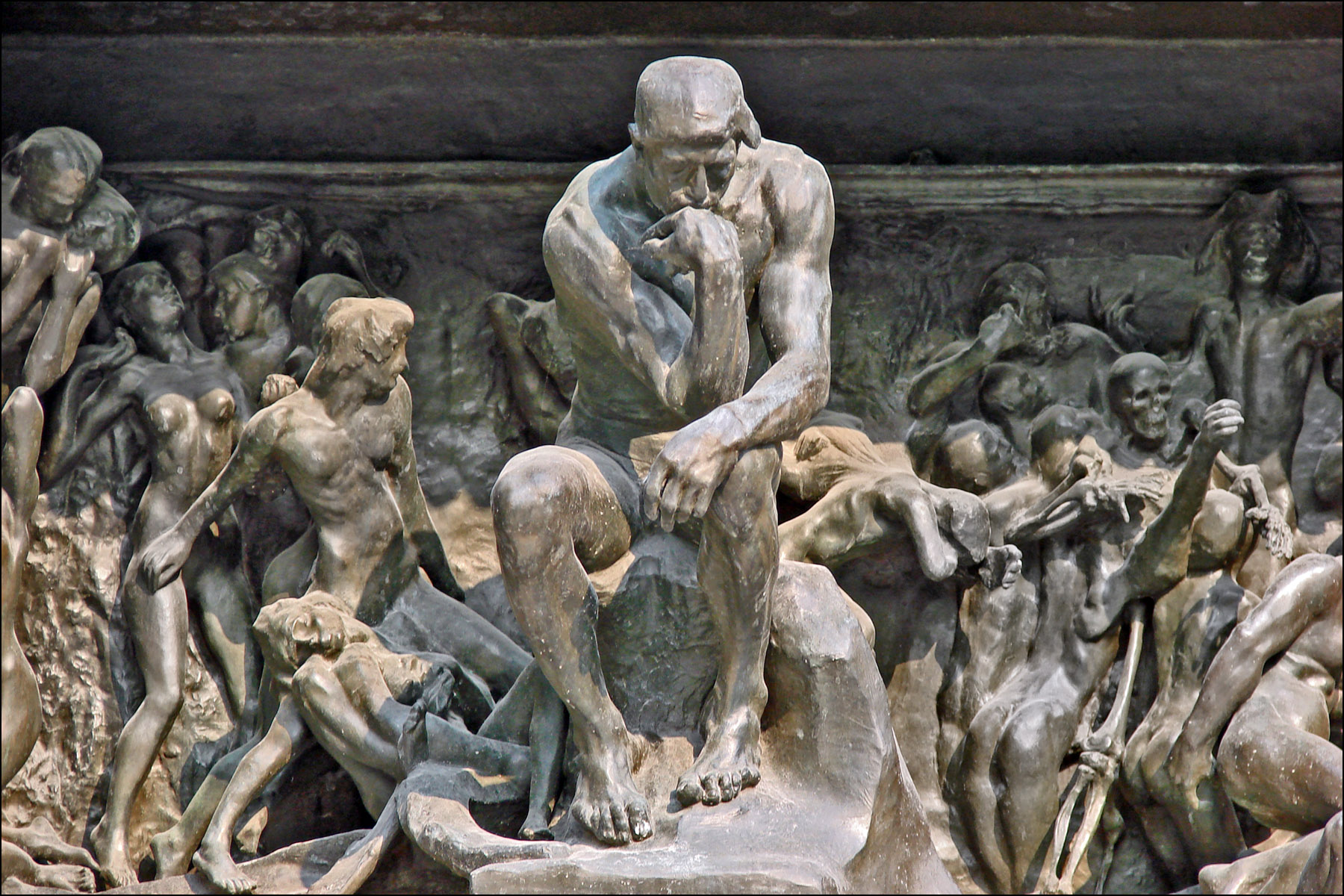
Gânditorul pe Porțile de la Musée Rodin

Sculpturile originale au fost mărite și au devenit opere de artă proprii.
- Gânditorul, numit și Poetul, este situat deasupra panourilor ușii. O interpretare sugerează că ar putea să-l reprezinte pe Dante privind la personajele din Infern. O altă interpretare este că Gânditorul este însuși Rodin care meditează asupra compoziției sale. Alții cred că figura poate fi Adam, contemplând distrugerea adusă omenirii din cauza păcatului său.
- Sărutul a fost inițial în Poartă împreună cu alte figuri ale lui Paolo și Francesca da Rimini. Rodin a vrut să reprezinte bucuria lor inițială, precum și condamnarea lor finală. El a eliminat însă figura, deoarece părea să intre în conflict cu celelalte figuri care sufereau.
- Ugolino și copiii săi îl înfățișează pe Ugolino della Gherardesca, care, conform poveștii, a mâncat cadavrele copiilor săi după ce aceștia au murit de foame (Dante, Infernul, Cantul XXXIII). Grupul Ugolino a fost turnat separat în 1882 în bronz.

Majoritatea figurilor individuale înfățișate pe porți nu provin din Dante. Sculpturile lui Rodin nu sunt ilustrații ale scenelor din Infern. Mai degrabă, Rodin a „reinventat” iadul lui Dante pentru a include figuri care i-au personificat propria concepție.

## Locații
Originalul a fost restaurat în 1917 și este expus la Musée d'Orsay din Paris.  O serie de sculpturi din ghips care ilustrează dezvoltarea lucrării este expusă la Musée Rodin din Meudon. Tot în 1917, un model a fost folosit pentru a realiza cele trei turnări originale din bronz:
- Muzeul Rodin, Paris. [7]
- Muzeul Rodin, Philadelphia, Pennsylvania.
- Muzeul Național de Artă Occidentală din Parcul Ueno, Tokyo. [8]

Bronzurile ulterioare au fost distribuite de Musée Rodin într-o serie de locații, inclusiv:
- Kunsthaus Zürich, Zürich
- Centrul Iris &amp; B. Gerald Cantor pentru Arte Vizuale de la Universitatea Stanford
- Platoul, Seul, Coreea
- Muzeul Soumaya, Mexico City